# Kreditivsedel
Kreditivsedel var en typ av skuldförbindelse som utgavs från 1661 till 1666 av Palmstruchska banken (Stockholms Banco) 1661–66. De var räntefria skuldförbindelser på bestämda belopp som motsvarade insatta pengar i banken. De kunde lösas in mot kopparmynt som vid denna tid kunde väga upp mot 19 kilo styck.
Dessa banksedlar var de första som gavs ut i Europa som gavs ut på jämna belopp samt att de kunde överlåtas på vem som helst.